# Knud Sidenius
Knud Bredenberg Sidenius (født 27. marts 1802 i Maribo, død 30. november 1856) var en dansk købmand og politiker.
Sidenius var søn af købmand Edvard Sidenius. Han var købmand i Maribo fra omkring 1825 til 1851. Han var medstifter af Maribo Diskonto- og Laanebank i 1854 og bogholder og medbestyrer i banken indtil sin død i 1856.
Sidenius var medlem af borgerrepræsentantskabet i Maribo fra 1838 og blev dets formand i 1844. Han blev valgt til stænderdeputeret i 1834 og deltog i Østifternes Stænderforsamling i Roskilde 1835-1846.
Han var kongevalgt medlem af Den Grundlovgivende Rigsforsamling 1848-1849. Han blev valgt til Landstinget ved det første landstingsvalg i 1849 i 5. kreds, men nedlagde sit mandat 18. juli 1850 og deltog ikke i flere rigsdagsvalg.
Sidenius blev udnævnt til ridder af Dannebrog i 1851.